# فيروز كلا العليا (أمل)
فیروز کلا العلیا (بالفارسية: فیروزکلا علیا) هي قرية تقع في إيران في قسم دشت سر الريفي. يقدر عدد سكانها بـ 371 نسمة .